# Ole Sigurd Simensen
Ole Sigurd Simensen (* 16. Mai 1972 in Hamar) ist ein ehemaliger norwegischer Radrennfahrer und nationaler Meister im Radsport.

## Sportliche Laufbahn
Simensen war im Straßenradsport aktiv.  Als Amateur startete er für den Verein „Glåmdal SK“. Bei den Meisterschaften der Nordischen Länder gewann er 1994 mit Steffen Kjærgaard, Stig Kristiansen und Karsten Stenersen die Goldmedaille im Mannschaftszeitfahren. Ebenfalls 1994 gewann den nationalen Titel im Mannschaftszeitfahren mit Steffen Kjærgaard und Stig Kristiansen. 1995 konnte er mit seinem Vereinsvierer den Titel verteidigen. Den nationalen Titel im Einzelzeitfahren holte Simensen 1995.  
1992 wurde er im britischen Milk Race hinter Chris Lillywhite Zweiter. 1993 und 1995 gewann er den Ringerike Grand Prix. 1995 siegte er in der Tour de Normandie mit zwei Etappensiegen. Auch in der Norwegen-Rundfahrt und im Eintagesrennen Troyes–Dijon war er erfolgreich. 1997 siegte er im Prix des Flandres Françaises und im Prix des Blés d’Or. 2001 gewann er die Trofeu Diputacion. 
Von 1998 bis 2002 war er als Berufsfahrer bei deutschen (Agro-Adler Brandenburg), französischen (Saint-Quentin–Oktos) und schwedischen (Team Mälarenergi) Radsportteams unter Vertrag. In der Tour de l’Avenir 1993 wurde er 43., 1996 wurde Simensen 11. und damit bester Norweger. 1997 kam er auf den 12. Rang.